# 良律
良律又译好律（德语：Wohltemperierte Stimmung；英语：Well Temperament），是一类音律的总称，见于巴赫平均律钢琴曲集。因为可以任意转换12个大小调，所以后世误为平均律。
主要包括：
- 威克麦斯特音律
- 基恩贝格音律

其他音律：
- 五度相生律
- 纯律
- 中庸全音律
  - 四分之一音差中全律
- 十二平均律